# Bruno Motschall
Bruno Motschall (ur. 20 października 1901, zm. 1978 Hannover?) – niemiecki prawnik oraz samorządowiec. W okresie okupacji Polski członek administracji Generalnego Gubernatorstwa pełnił funkcję komisarza w kilku okupowanych polskich miastach.

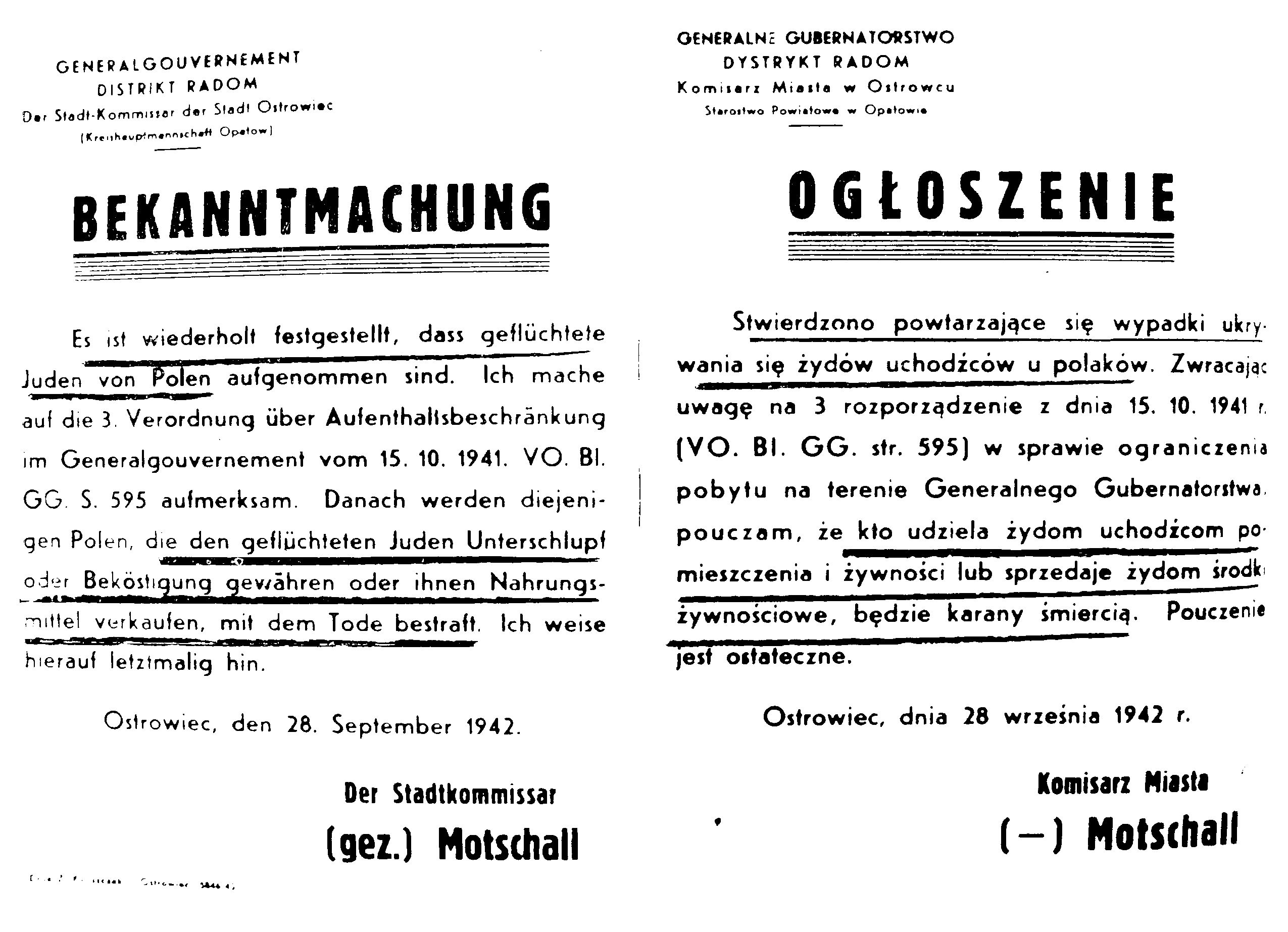
„Stwierdzono powtarzające się wypadki ukrywania się Żydów u Polaków...” ostrzeżenie sygnowane podpisem Motschalla wobec Polaków ukrywających Żydów – Ostrowiec Świętokrzyski, 1942 r.

## Życiorys
W 1931 wstąpił do NSDAP. W latach 1933–1937 był burmistrzem Miastka (niem. Rummelsburg). W latach 1940–1944 pełnił funkcję komisarza miasta (niem. Stadtkommissar) Ostrowca Świętokrzyskiego. W okresie od sierpnia 1944 do 16 stycznia 1945 był okupacyjnym burmistrzem Opatowa.

## Porwanie przez AK
W 1943 roku Bruno Motschall został porwany w biały dzień w centrum Ostrowca Świętokrzyskiego sprzed hotelu przy ówczesnej ulicy Boernera (obecnie Sandomierska) przez oddział Armii Krajowej w skład, której wchodzili Marian Cisowski ps. „Cichy”, Jan Kocjan ps. „Śpioch” „Leń”, Jerzy Żak ps. „Smok”, Zygmunt Nowakowski i Czesław Szymański ps. „Mściciel”. Porywacze zneutralizowali ochronę i porwali komisarza jego własnym samochodem. Uciekali w kierunku Częstocic do Chmielowa. Za samochodem wyruszyła niemiecka grupa pościgowa w sile 60 Niemców. Z powodu defektu auta porywacze zostali dogonieni w Chmielowie, gdzie wywiązała się strzelanina, w wyniku której poległo trzech porywaczy.
Nagrobek trzech żołnierzy AK poległych podczas akcji porwania komisarza niemieckiego miasta Ostrowca Bruno Motschalla: Mariana Cisowskiego lat 20, Jana Kocjana l. 31 i Jerzego Żaka l. 23 znajduje się na cmentarzu w Szewnie.